# Gustavus Hamilton, 1. Viscount Boyne

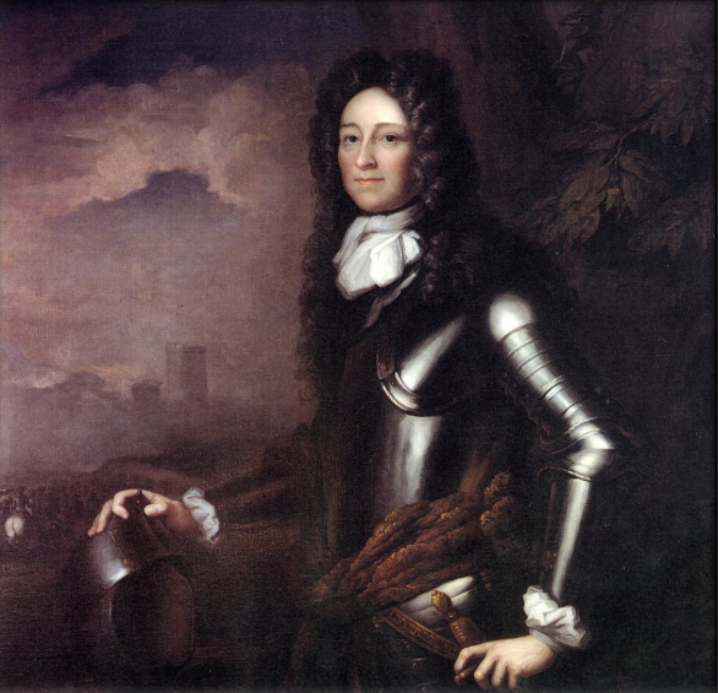
Portrait von Gustavus Hamilton (etwa 1680)

Gustavus Hamilton, 1. Viscount Boyne (* 1642; † 16. September 1723) war ein irischer Adliger, Offizier und Politiker.

## Leben
Er entstammte einer Nebenlinie des Clan Hamilton und war der dritte und jüngste Sohn des Hon. Sir Frederick Hamilton († 1646), Gutsherr von Manor Hamilton im County Leitrim, aus dessen erster Ehe mit Sidney Vaughan, Erbtochter des Sir John Vaughan, Gouverneur von Londonderry. Sein Vater war der zweite Sohn des Claud Hamilton, 1. Lord Paisley. Den Vornamen „Gustavus“ erhielt er nach dem schwedischen König Gustavus Adolphus unter dem sein Vater im Dreißigjährigen Krieg in Deutschland gekämpft hatte.
Er begann ein Studium am Trinity College Dublin, brach dieses aber 1672 ab um als Captain im Regiment seines Verwandten Sir George Hamilton, comte d'Hamilton († 1676) in französischen Diensten am Niederländisch-Französischen Krieg teilzunehmen. 1676 kehrte er nach Irland zurück und wurde im Rang eines Captain in die irische Armee übernommen. 1677 begleitete er James Butler, 1. Duke of Ormonde, nach Oxford, wo ihm die Universität Oxford den Abschluss eines Doctor of Civil Law verlieh. Nach der Thronbesteigung König Jakobs II. wurde er 1685 ins englische Privy Council aufgenommen.
Bei Ausbruch der Glorious Revolution stellte er sich auf die Seite der Protestanten und wurde 1689 von König Wilhelm III. zum Colonel des 20th Regiment of Foot ernannt. Er hatte diesen Dienstposten bis 1706 inne. Im Krieg der zwei Könige verteidigte er Coleraine und Londonderry gegen die irischen Jakobiten, zeichnete sich in der Schlacht am Boyne und bei der Erstürmung von Athlone besonders aus und kämpfte in der Schlacht von Aughrim. 1696 wurde er zum Brigadier-General, 1704 zum Major-General un schließlich zum Lieutenant-General befördert.
Von 1692 bis 1693, 1695 bis 1699 und 1703 bis 1713 war er als Abgeordneter für das County Donegal und 1713 bis 1714 für das Borough Strabane Mitglied des irischen Unterhauses. 1710 wurde er ins irische Privy Council aufgenommen.
Am 20. Oktober 1715 erhob ihn König Georg I. in der Peerage of Ireland zum Baron Hamilton, of Stackallan in the County of Meath. Er wurde dadurch Mitglied des irischen Oberhauses. Am 20. August 1717 erhob ihn der König zudem zum Viscount Boyne.

## Ehe und Nachkommen
Er heiratete Elizabeth Brooke († 1721), Tochter des Sir Henry Brooke, Gutsherr von Brookesborough im County Fermanagh. Mit ihr hatte er drei Söhne und eine Tochter:
- Hon. Frederick Hamilton († 1715), ⚭ 1707 Sophia Hamilton († 1748), Schwester des James Hamilton, 1. Earl of Clanbrassil († 1758);
- Hon. Gustavus Hamilton († 1734), Unterhausabgeordneter, ⚭ 1717 Hon. Dorothea Bellew, Tochter des Richard Bellew, 3. Baron Bellew;
- Hon. Henry Hamilton (1692–1743), Unterhausabgeordneter, ⚭ 1722 Mary Dawson († 1770), Tochter des Joshua Dawson, Gutsherr von Castledawson im County Derry;
- Hon. Elizabeth Hamilton, ⚭ Charles Lambart († 1753), Unterhausabgeordneter, Enkel des Charles Lambart, 1. Earl of Cavan.

Da er seinen ältesten Sohn Frederick überlebte, erbte dessen Sohn Gustavus Hamilton 1723 seine Adelstitel als 2. Viscount Boyne.